# Javier Alberdi
Javier Alberdi (San Sebastián, 1964) es el director de la Coral Aita Donostia desde 1990. Con este grupo ha articulado su personalidad como director ofreciendo  conciertos en varias comunidades (La Rioja, Cantabria, Madrid, Asturias, Navarra, Huesca, Toledo, Aragón, León, Barcelona...), y también en el extranjero (Francia y Argentina).
El coro ha participado  en competiciones corales (Ejea de los Caballeros, Autol, San Vicente de la Barquera, Avilés, Zumárraga, Benasque y Arrigorriaga). En 1993 consiguió primer premio en Autol (La Rioja).
Javier Alberdi también participa en el grupo vocal Kea Ahots Taldea de música contemporánea del País Vasco.  Enrique Azurza es el director de este grupo.
Desde 1998 Javier Alberdi es el director artístico de la Semana Musical Aita Donostia que se organiza anualmente y ha conseguido una presencia importante en el ambiente musical de San Sebastián.

## Formación
Desde muy pequeño empezó sus estudios de música en el conservatorio de la ciudad, donde Esteban Elizondo y Tomás Aragüés Bernad fueron algunos de sus profesores.
En el coro San Ignacio participó bajo la dirección Pablo Garayoa.
Desde 1979 hasta 1998 participó como tenor en el Orfeón Donostiarra bajo la dirección de los maestros Antxón Ayestarán y José Antonio Sainz Alfaro.
También siguió estudios de canto con Herminia Laborde y con Almudena Ortega, cantando en varios conciertos como solista.